# Won Seon-pil
Won Seon-pil (* 6. August 1994 in Jeongseon) ist eine südkoreanische Handballspielerin, die dem Kader der südkoreanischen Nationalmannschaft angehört.

## Karriere
Won spielte anfangs beim südkoreanischen Verein Incheon City Hall und wechselte später zu Gwangju Metropolitan City Corporation. Im Jahr 2024 wechselte sie zu Busan Infrastructure Corporation. Mit der südkoreanischen A-Nationalmannschaft nahm sie 2013 an der Weltmeisterschaft teil. 2014 gewann die Kapitänin der südkoreanischen Juniorinnen-Auswahl die Goldmedaille bei der U-20-Weltmeisterschaft. Zusätzlich wurde sie zur besten Kreisspielerin des Turniers gewählt. Im selben Jahr gewann Won Seon-pil mit der A-Nationalmannschaft die Goldmedaille bei den Asienspielen 2014. 2017 gewann sie die Asienmeisterschaft. Mit der südkoreanischen Auswahl nahm sie an den Olympischen Spielen in Tokio teil. 2022 gewann sie einen weiteren Titel bei der Asienmeisterschaft.